# ERRFI1
ERRFI1‏ (ERBB receptor feedback inhibitor 1) هوَ بروتين يُشَفر بواسطة جين ERRFI1 في الإنسان.